# Core fonts for the Web
Les Core fonts for the Web (littéralement « fontes de base pour le Web » en anglais) sont des polices de caractères distribuées gratuitement par Microsoft à partir de 1996 afin qu’elles puissent être utilisées sur le web. Les polices, toutes au format TrueType, sont : Andale Mono, Arial, Arial Black, Comic Sans, Courier New, Georgia, Impact, Times New Roman, Trebuchet, Verdana et Webdings. Elles sont distribuées gratuitement comme freeware avec des restrictions. Microsoft arrête de les distribuer en 2002, mais elles sont encore disponibles sur certains sites Web, les termes de la licence le permettant. Les mises à jour des polices ne sont cependant pas disponibles gratuitement.